# Михалк, Фридо
Фридо Михалк, немецкий вариант — Зигфрид Михалк (в.-луж. Frido Michałk; (нем. Siegfried Michalk, 6 октября 1927 года, деревня Рахлов-под-Чернобогом, Лужица, Германия — 6 июня 1992 года, Баутцен, Германия) — лужицкий филолог-славист, сорабист. Специалист по диалектам лужицких языков. Один из авторов «Серболужицкого лингвистического атласа» (Serbski rěčny atlas).
Был одним из создателей Института сорабистики при Лейпцигском университете. Был научным сотрудником этого же института. Позднее занимался научной деятельностью в области сорабистики в Институте серболужицкого народонаселения (позднее — Серболужицкий институт) в Будишине.
С 1965 по 1996 год совместно с Гельмутом Йеньчем и Гельмутом Фаской занимался изданием 15-томного «Серболужицкого языкового атласа». Кроме этого занимался составлением различных словарей и учебных пособий по лужицким языкам.
Под его редакцией в 1974 году вышел «Верхнелужицко-русский словарь» Константина Трофимовича.
Скончался в 1992 году. Похоронен на кладбище святого Николая в Будишине.